# Momoko (divatbaba)
A Momoko-baba (モモコドール) 1/6 méretarányú (27 cm, 10,6 inch) japán divatbaba, mely méreteiben Robert Tonner Tiny Kitty Collieréhez hasonlítható.
A Momokót 2001-ben hozta létre a Petworks japán szoftvercég. A baba tervezője Manabe Namie (真鍋奈見江) volt.
2004-ben a Petworks átadta a termékvonalat a Sekiguchi játékbaba-készítő vállalatnak. A Sekiguchi kisebb módosításokat végzett a babán, majd tömegcikként kezdte azt árusítani, azonban a vonal általános elgondolása továbbra is a „mindennapi” modern nő képe maradt.
A Petworks korlátozott példányszámban továbbra is gyárt Momokókat a Close-Clipped Sheep (CCS) termékvonalban, a Sekiguchi által gyártott testet használva, azonban a valamelyest eltérő arcfestési stílussal, illetve néha kissé eltérő fejjel.
A Momoko-babáknak, hasonlóan a legtöbb ázsiai divatbabához láthatóak az illesztései, hajlékonyak; lehet döntögetni és tekergetni a fejüket, hajlítani és forgatni a csuklójukat, hajlítani a térdüket, deréktájt enyhén rugalmasak és hajlíthatóak is, valamint a csuklóik és bokáik szintén rugalmasak. A Momoko-babák önmaguktól képesek megállni, nincs szükség támasztékra, bár a fémtartó a szériatartozék.
A Momoko-babák ruházata rendszerint szabályszerűek és különböző stílusokat követve elegánsak, így például számos modern utcai viselet, a tipikus japán iskoláslány egyenruhák, a japán irodistanő-stílus, a nyugati menyasszonyi ruhák vagy a japán nyári jukaták. A Sekiguchi a babák fő vonalán kívül különböző korlátozott példányszámú babát is megjelentett. Ezek közé tartoznak az Isetan-Momokók, vagy az olyan közreműködések, mint a Gainax-babák.
A Momoko ugyanazt az ázsiai piacot célozza meg, mint a népszerű Blythe- vagy Pullip-babák, így a legtöbb ázsiai és néhány amerikai divatbaba-ruhát is képesek viselni, köztük bizonyos Pullip-, Jenny-, Azone-, Obitsu-, Annz- és Barbie My Scene-ruhákat. Annak ellenére, hogy a Momokók célközönsége elsősorban a nők, azonban néhány Momokónak férfi vásárlói is vannak.
A Mame Momokók (豆momoko, ’bab vagy mini Momoko’) 9 cm (3,5 inch) méretű olcsóbb, képregényesebb babák, amikkel a Momoko-készítőknek lehetősége van, hogy kevésbé költségesen próbálják ki, hogy mekkora kereslet van az új ruhaterveikre. A Mame Momoko-babákat, ellentétben a nagyobb megfelelőikkel férfi és női kivitelben is gyártják, bár anatómiailag nincs eltérés közöttük.